# Titus Aurelius Fulvus (consul in 89)
Titus Aurelius Fulvus was een Romeins senator die in de late 1e eeuw na Christus leefde. Hij was de vader van de keizer Antoninus Pius. 
De familie van Fulvus stamde uit Nemausus (het huidige Nîmes) in de Romeinse provincie Gallia Narbonensis. Over zijn  senatoriale loopbaan is weinig bekend; in het jaar 89 was hij consul ordinarius); slechts vier jaar na de tweede consulaat van zijn gelijknamige vader. 
Kort daarna moet hij zijn overleden, dit omdat zijn in 86 geboren zoon Titus Aurelius Antoninus Fulvus Boionius Arrius, later keizer Antoninus Pius, door zijn beide grootvaders werd opgevoed. Titus Aurelius Fulvus was getrouwd met Arria Fadilla, die na zijn dood in het huwelijk trad met Publius Julius Lupus (consul suffectus in 98).